# Bullpen

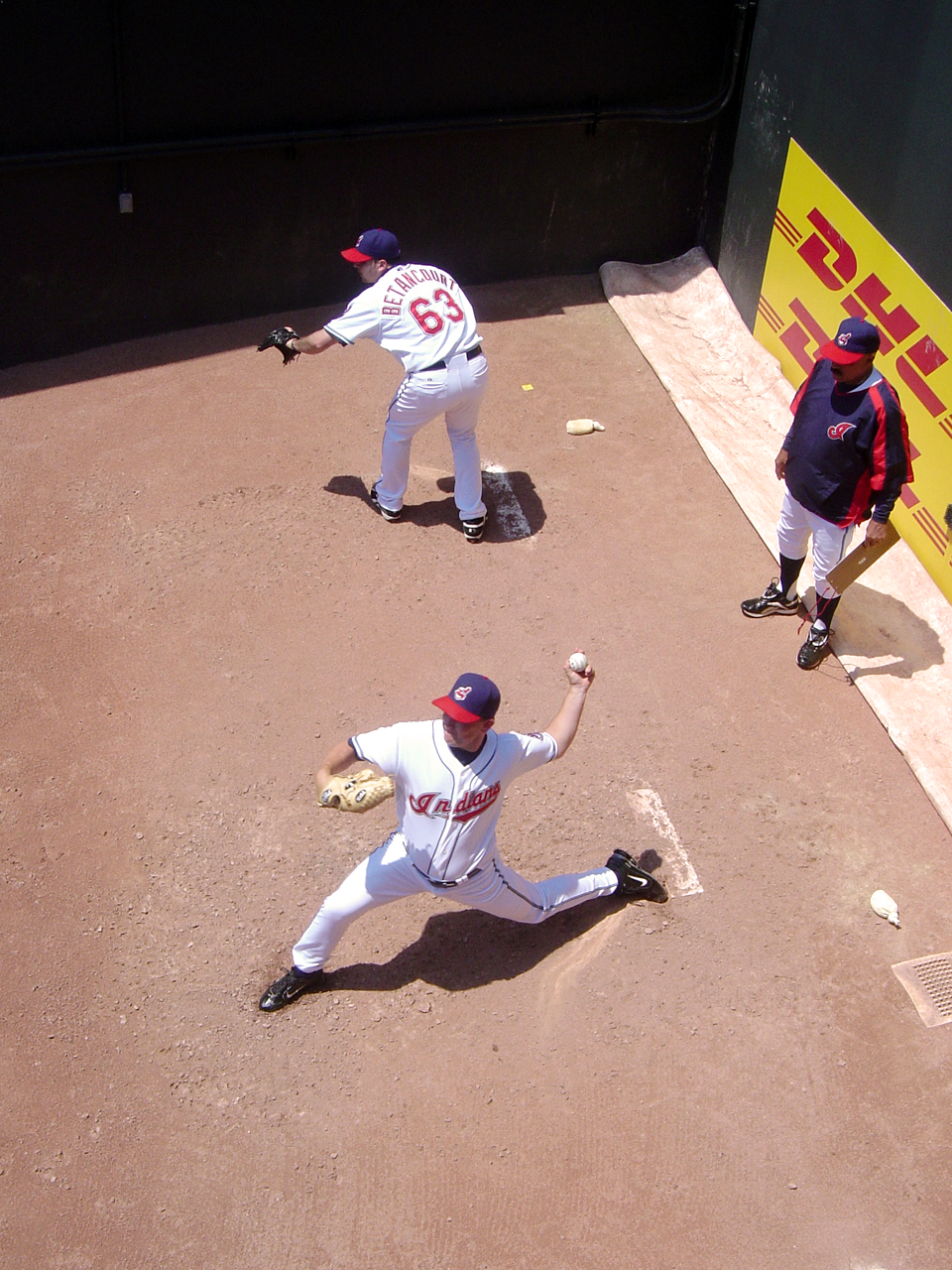
Lanciatori in riscaldamento nel bullpen

Nel baseball, il bullpen è l'area in cui i lanciatori di rilievo si riscaldano prima di entrare in partita; per metonimia, l'insieme dei lanciatori di rilievo è chiamato "bullpen". I lanciatori di rilievo aspettano nel bullpen se non sono ancora entrati in gioco, piuttosto che essere nel dugout con il resto della squadra. Nel bullpen il lanciatore partente esegue gli ultimi lanci di riscaldamento. Per chiedere il riscaldamento di un lanciatore di rilievo, i manager possono chiamare gli allenatori nel bullpen con un telefono interno.
Ogni squadra ha il proprio bullpen, con due pedane di lancio e due piatti di casa alla distanza regolamentare.

## Origine del termine
L'origine del termine "bullpen" è dibattuta. Il termine apparve come termine comune poco dopo l'inizio del XX secolo. Il primo uso del termine "bull pen" legato al campo da baseball è in un articolo del New York Times del 24 giugno 1883.

## Posizione del bullpen
Nella maggior parte degli stadi della MLB, il bullpen è posizionato fuori dal campo di gioco, dietro la recinzione del campo esterno. I bullpen delle due squadre sono separati e quello di ogni squadra è posizionato dallo stesso lato in cui si trova il dugout della squadra. Tuttavia, ci sono delle eccezioni: in alcuni campi, il bullpen si trovano dal lato opposto rispetto alla panchina; questo rende più semplice al manager della squadra seguire il riscaldamento dei lanciatori.
Al 2017, tre stadi della MLB hanno il bullpen a ridosso del territorio di foul: Oakland-Alameda County Coliseum (Oakland Athletics), AT&T Park (San Francisco Giants), Tropicana Field (Tampa Bay Rays). Nel passato, questa era usanza comune; con la ristrutturazione e la costruzione di nuovi stadi, tuttavia, si è scelto di spostare il bullpen lontano dall'azione di gioco. Negli stadi con i bullpen nel territorio di foul, i lanciatori di rilievo sono seduti su delle sedie o delle panchine a ridosso del muro esterno. L'area di riscaldamento è nel territorio di foul e, in alcuni stadi, è a ridosso della linea di foul; per questo succede spesso che i lanciatori in riscaldamento debbano spostarsi per evitare le palle battute foul. A protezione dei giocatori seduti nel bullpen c'è il ballboy.
Il Petco Park ha il bullpen della squadra di casa dietro il muro esterno e il bullpen della squadra ospite dietro di quello e posizionato più in alto; il bullpen degli ospiti è stato spostato in questa posizione dal territorio di foul dopo la stagione 2012.